# 주암초등학교
주암초등학교는 대한민국 전라남도 순천시 주암면 구산리에 있는 공립 초등학교다.

## 학교 연혁
- 1921년 9월 14일 광천공립보통학교(4년제) 개교(설립인가 4월 4일)
- 1938년 4월 1일 광천공립심상소학교로 개칭[1]
- 1941년 4월 1일 광천공립국민학교로 개칭[2]
- 1946년 7월 15일 주암국민학교로 개명
- 1976년 3월 1일 특수학급 설치
- 1981년 3월 1일 병설유치원 개원
- 1991년 3월 1일 운룡국민학교 통폐합
- 1991년 9월 1일 어왕분교장 편입[3]
- 1996년 3월 1일 주암초등학교로 개명[4]
- 2009년 3월 1일 어왕분교장 통폐합
- 2018년 9월 1일 제32대 손종식 교장 부임
- 2020년 1월 9일 제96회 졸업(6명) 총 8,593명

## 참고 자료
- 주암초등학교 - 한국교육학술정보원 학교알리미